# 고등전문학교
고등전문학교(일본어: 高等専門学校) 일명 고센(高専/こうせん)은 고등학교(3년제), 대학교(4년제)와 같은 일본의 학교 형태이며 5년제이다. 15세부터 입학을 할 수 있다. 현재 50교 이상 있는 고등전문학교는 그 대부분이 기술자 교육을 위한 공업 고등전문학교이며, 그 밖에 상선 고등전문학교나 예술 고등전문학교도 있다. 고등전문학교를 졸업하면 준학사 자격이 부여되며, 단기대학사와 비슷하지만 전문사와 마찬가지로 학위가 아닌 칭호이다.
제2차 세계 대전 후, 일본은 6-3-3-4 단선 교육제도를 채용했다. 1962년에는 최초의 고등전문학교가 19교가 설립되고, 이 제도가 시행되기 시작되었다.

## 일본 이외의 고등전문학교
과거에는 일본 이외에 대한민국에도 1963년을 시작으로 중학교 졸업 학력을 요구하는 5년제 형태(지금의 고등학교와 전문대학을 합친 과정)로 있었으나, 1960년대 후반부터 1970년대까지 점차적으로 고등학교 졸업 학력을 요구하는 2년제 전문학교로 개편되었다. 최종적으로 전문학교는 1979년에 종전의 초급대학과 통합하여 전문대학으로 개편되어 폐지되었다.

## 같이 보기
- 공과대학교